# Daikyū
Un daikyū (大弓) est un arc japonais (yumi) long, utilisé au Japon féodal à la fois par les cavaliers et par les fantassins.
Le daikyū a une longueur moyenne de 2,20 m à 2,40 m, bien que certains exemplaires peuvent atteindre 2,70 m. Cet arc est constitué de plusieurs pièces de bois (généralement du bambou de très bonne qualité) collées entre elles.
L'arc est courbé sous plusieurs points et sa conception fait que les courbes s'amenuisent avec le temps. Il nécessite donc une pratique fréquente pour que les courbes ne s'effacent pas. Sa conception « deux tiers - un tiers », c'est-à-dire qu'on le tient environ au premier tiers inférieur (et non au milieu comme les arcs européens) servait à l'utiliser à cheval : on pouvait passer l'arc au-dessus de l'encolure du cheval sans avoir à faire une manipulation contraignante comme ce serait le cas avec un arc européen.